# فرودگاه میکلی

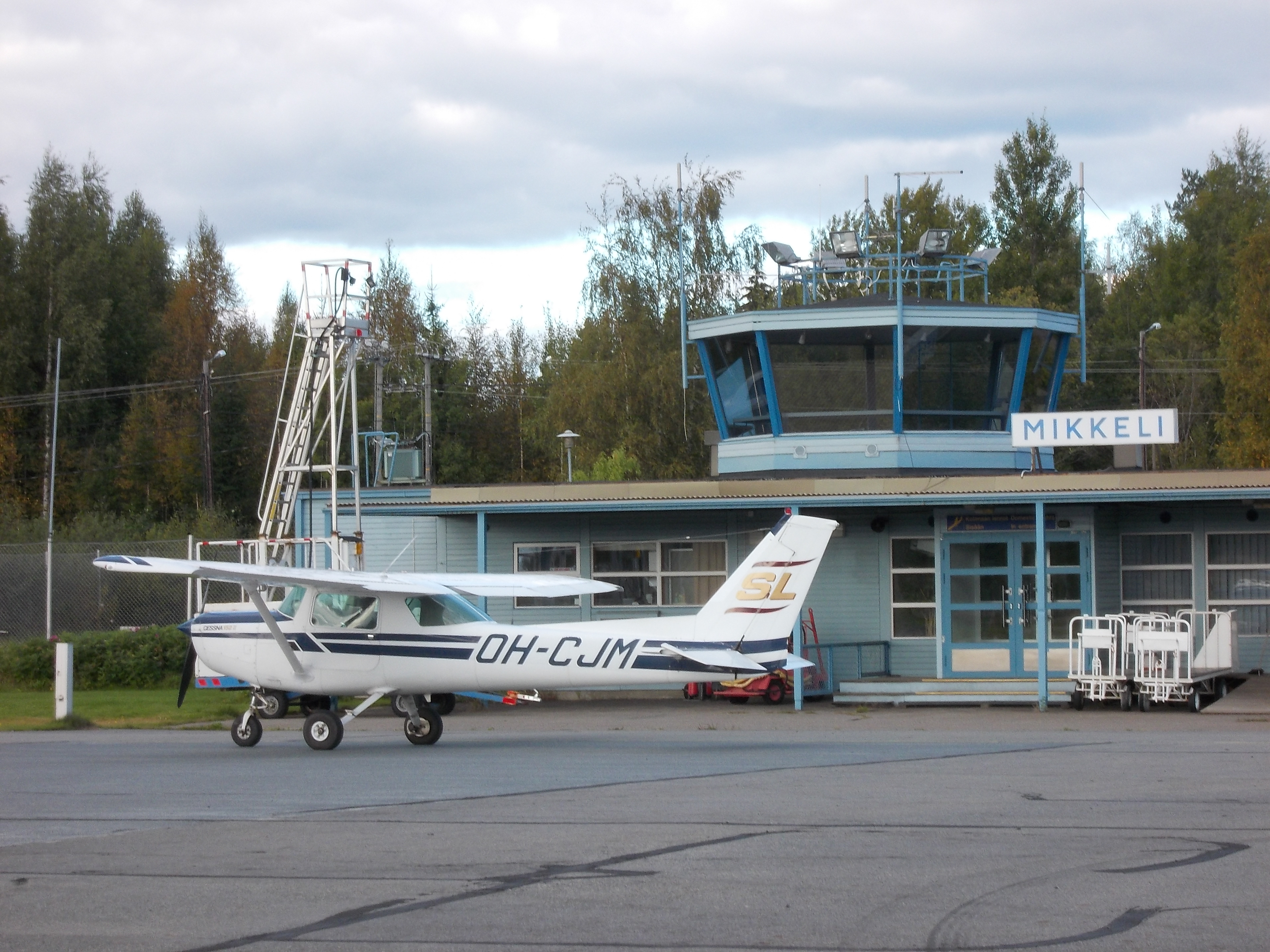
فرودگاه میکلی

فرودگاه میکلی (به انگلیسی: Mikkeli Airport) (به زبان بومی: Mikkelin lentoasema) یک فرودگاه همگانی مسافربری با کد یاتا MIK است که یک باند فرود آسفالت دارد و طول باند آن ۱۷۰۲ متر است. این فرودگاه در کشور فنلاند قرار دارد و در ارتفاع ۱۰۰ متری از سطح دریا واقع شده‌است.